# Liste der Monuments historiques in Saint-Savinien
Die Liste der Monuments historiques in Saint-Savinien führt die Monuments historiques in der französischen Gemeinde Saint-Savinien auf.

## Liste der Bauwerke
| Bezeichnung           | Beschreibung                       | Standort                 | Kennzeichnung | Schutzstatus   | Datum     | Bild           |
| --------------------- | ---------------------------------- | ------------------------ | ------------- | -------------- | --------- | -------------- |
| Ehemalige Abteikirche | Erbaut im 15. Jahrhundert          | Avenue de la Gare (Lage) | PA00105233    | Inscrit        | 1925      | weitere Bilder |
| Château de Berneray   | Schloss, erbaut im 17. Jahrhundert | (Lage)                   | PA00105232    | Inscrit        | 1948      | weitere Bilder |
| Kirche St-Savinien    | Erbaut im 12. Jahrhundert          | Rue de l’Église (Lage)   | PA00105234    | Classé Inscrit | 1910 2014 | weitere Bilder |

## Liste der Objekte

### Kirche St-Germain
| Bezeichnung                            | Beschreibung          | Standort | Kennzeichnung | Schutzstatus | Datum | Bild |
| -------------------------------------- | --------------------- | -------- | ------------- | ------------ | ----- | ---- |
| Gemälde Johannes der Täufer mit Rahmen | 18. Jahrhundert       |          | PM17000001    | Classé       | 1984  |      |
| Taufbecken                             | Kalkstein, 1684       |          | PM17000652    | Classé       | 1984  |      |
| Glocke                                 | Bronze, 1768 gegossen |          | PM17002633    | Classé       | 2015  |      |

### Kirche St-Savinien
| Bezeichnung      | Beschreibung                       | Standort | Kennzeichnung | Schutzstatus | Datum | Bild |
| ---------------- | ---------------------------------- | -------- | ------------- | ------------ | ----- | ---- |
| Kelch und Patene | Silber, vergoldet, 19. Jahrhundert | (Lage)   | PM17001748    | Inscrit      | 1993  |      |

### Kirche Sainte-Marie-de-l’Assomption
| Bezeichnung | Beschreibung          | Standort | Kennzeichnung | Schutzstatus | Datum | Bild |
| ----------- | --------------------- | -------- | ------------- | ------------ | ----- | ---- |
| Glocke      | Bronze, 1508 gegossen |          | PM17002634    | Classé       | 2015  |      |